# Rathskirchen
Rathskirchen ist eine Ortsgemeinde am Westrand des Donnersbergkreises in Rheinland-Pfalz. Sie gehört der Verbandsgemeinde Nordpfälzer Land an.

## Geografie
Der Ort liegt am Hahnenbach im Nordpfälzer Bergland westlich des Donnersbergs zwischen Kaiserslautern und Bad Kreuznach.
Zur Gemeinde gehören die beiden Ortsteile Rathskirchen und Rudolphskirchen, zum Ortsteil Rathskirchen gehört auch der Wohnplatz Bösodenbacherhof.

## Geschichte
Nach der Französischen Revolution wurde der Ort in das französische Département Donnersberg eingegliedert. Infolge des Wiener Kongresses wurde er jedoch von 1816 bis 1945 bayerisch. Nach dem Zweiten Weltkrieg war Rathskirchen Teil der französischen Besatzungszone und wurde in das 1946 neu gebildete Land Rheinland-Pfalz eingegliedert. Die heutige Gemeinde wurde am 7. Juni 1969 aus den aufgelösten Gemeinden Rathskirchen (damals 178 Einwohner) und Rudolphskirchen (80) neu gebildet.

## Politik

### Bürgermeister
Matthias Heckmann wurde 2024 Ortsbürgermeister von Rathskirchen.
Sein Vorgänger war Oskar Stark seit 1994. Da bei der Direktwahl am 26. Mai 2019 kein gültiger Wahlvorschlag eingereicht wurde, oblag die Neuwahl des Bürgermeisters dem Rat. Dieser bestätigte Stark auf seiner konstituierenden Sitzung am 22. August 2019 für weitere fünf Jahre in seinem Amt.

### Wappen
| Wappen von Rathskirchen | Blasonierung: „In Grün ein blau gefüllter silberner Göpel, oben rechts im mit goldenen Schindeln bestreuten Feld ein silberner gestürzter Anker, links eine silberne Kirche, unten ein sechsspeichiges silbernes Rad.“ |
| Wappen von Rathskirchen | |

## Wirtschaft und Infrastruktur
Über die A 63 im Südosten besteht Anschluss an den Fernverkehr. In Rockenhausen ist ein Bahnhof der Alsenztalbahn.